# Wolha Mazuronak
Wolha Siarhiejeuna Mazuronak (biał. Вольга Сяргееўна Мазуронак; ur. 14 kwietnia 1989 w Karagandzie) – białoruska lekkoatletka specjalizująca się w biegach długich. 
Jako juniorka specjalizowała się w chodzie sportowym. W 2005 roku zajęła 4. miejsce w chodzie na 5000 metrów podczas mistrzostw świata juniorów młodszych rozgrywanych w Marrakeszu. W 2006 roku startowała w Pekinie w mistrzostwach świata juniorów, gdzie zajęła 5. miejsce w chodzie na 10 000 metrów. W 2007 roku zawiesiła karierę.
Do profesjonalnych startów powróciła w 2012 roku, specjalizując się już w biegach długodystansowych. W 2013 roku zajęła 14. miejsce na Uniwersjadzie w Kazaniu w półmaratonie. Na mistrzostwach Europy w Zurychu wystartowała w biegu na 10 000 metrów, zajmując 7. miejsce. W 2016 roku zajęła 5. miejsce na Igrzyskach olimpijskich w Rio de Janeiro. Dwa lata później została mistrzynią Europy, wygrywając maraton na rozgrywanych w Berlinie mistrzostwach Europy. W 2019 roku brała udział w mistrzostwach świata, zajmując 5. miejsce w maratonie.
Złota medalistka mistrzostw Białorusi. Rekordzistka Białorusi w półmaratonie oraz maratonie.

## Osiągnięcia
| Rok  | Impreza                                   | Miejsce        | Konkurencja            | Pozycja      | Wynik    |
| ---- | ----------------------------------------- | -------------- | ---------------------- | ------------ | -------- |
| 2005 | Mistrzostwa świata w biegach przełajowych | Saint-Étienne  | bieg juniorek          | 100. miejsce | 25:10    |
| 2005 | Mistrzostwa świata w biegach przełajowych | Saint-Étienne  | drużyna juniorek       | 17. miejsce  |          |
| 2005 | Mistrzostwa świata juniorów młodszych     | Marrakesz      | chód na 5000 m         | 4. miejsce   | 22:52,06 |
| 2005 | Puchar Europy w chodzie sportowym         | Miszkolc       | chód na 10 km juniorek | –            | DSQ      |
| 2006 | Puchar świata w chodzie sportowym         | A Coruña       | chód na 10 km juniorek | 4. miejsce   | 47:40    |
| 2006 | Puchar świata w chodzie sportowym         | A Coruña       | drużyna juniorek       | 3. miejsce   |          |
| 2006 | Mistrzostwa świata juniorów               | Pekin          | chód na 10 000 m       | 5. miejsce   | 47:37,11 |
| 2007 | Mistrzostwa Europy juniorów               | Hengelo        | chód na 10 000 m       | –            | DSQ      |
| 2012 | Puchar Europy w biegu na 10 000 metrów    | Bilbao         | bieg na 10 000 m       | 32. miejsce  | 34:27,86 |
| 2013 | Uniwersjada                               | Kazań          | półmaraton             | 14. miejsce  | 1:17:07  |
| 2014 | I liga drużynowych mistrzostw Europy      | Tallinn        | bieg na 5000 m         | 3. miejsce   | 15:35,44 |
| 2014 | Mistrzostwa Europy                        | Zurych         | bieg na 10 000 m       | 7. miejsce   | 32:31,15 |
| 2015 | Superliga drużynowych mistrzostw Europy   | Czeboksary     | bieg na 5000 m         | 2. miejsce   | 15:51,89 |
| 2015 | Światowe wojskowe igrzyska sportowe       | Mungyeong      | bieg na 5000 m         | 2. miejsce   | 15:35,21 |
| 2016 | Igrzyska olimpijskie                      | Rio de Janeiro | maraton                | 5. miejsce   | 2:24:48  |
| 2018 | Mistrzostwa świata w półmaratonie         | Walencja       | półmaraton             | 18. miejsce  | 1:10,57  |
| 2018 | Mistrzostwa Europy                        | Berlin         | maraton                | 1. miejsce   | 2:26:22  |
| 2019 | Mistrzostwa świata                        | Doha           | maraton                | 5. miejsce   | 2:36:21  |
| 2019 | Światowe wojskowe igrzyska sportowe       | Wuhan          | bieg na 5000 m         | 6. miejsce   | 15:46,29 |

## Rekordy życiowe
- Bieg na 3000 metrów (stadion) – 9:18,42 ((8 czerwca 2018, Brześć)
- Bieg na 3000 metrów (hala) – 9:11,68 (17 lutego 2018, Mohylew)
- Bieg na 5000 metrów – 15:33,06 (31 maja 2017, Brześć)
- Bieg na 10 000 metrów – 32:13,73 (10 czerwca 2017, Mińsk)
- Półmaraton – 1:10:57 (24 marca 2018, Walencja) rekord Białorusi
- Maraton – 2:23:54 (24 kwietnia 2016, Londyn) rekord Białorusi
- Chód na 5000 metrów – 22:36,55 (27 maja 2005, Kijów)
- Chód na 10 000 metrów – 47:37,11 (19 sierpnia 2006, Pekin)